# Hanna Ferm
Hanna Alma Beata Ferm, född 23 oktober 2000 i Pixbo i Västergötland, är en svensk artist. Hon kom på en andraplats i Idol 2017 och tillsammans med artisten Liamoo slutade hon trea  i Melodifestivalen 2019 med låten "Hold You".

## Biografi
Hanna Ferm deltog år 2014 i TV4-programmet Talang Sverige där hon avancerade till den andra delfinalen av tävlingen. 
2016 deltog hon i tävlingen Musik Direkt. Hon deltog även i Idol 2017 där hon lyckades ta sig ända till finalen i Globen. Väl där slutade hon på en andraplats efter vinnande Chris Kläfford.
I februari 2018 släppte Ferm låten "Never Mine" efter att ha blivit signad för Universal Music. I juli samma år släpptes uppföljaren "Bad Habit".

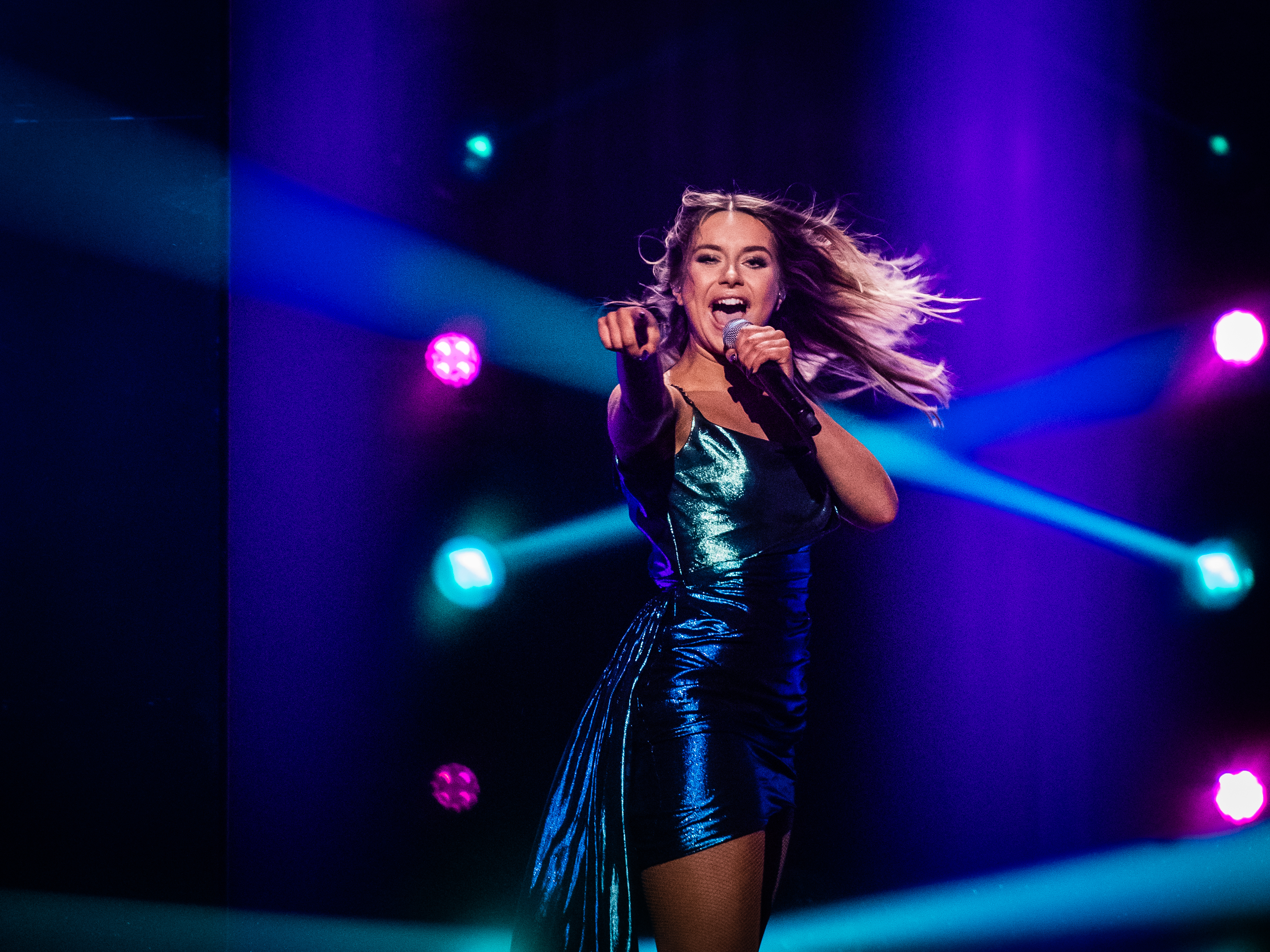
Hanna Ferm framför sitt bidrag "Brave" i finalen i Melodifestivalen 2020

Ferm tävlade tillsammans med Liamoo i Melodifestivalen 2019 med låten "Hold You". Låten framfördes i den andra deltävlingen i Malmö 9 februari där den tog sig till final. I finalen fick duon samma antal poäng som Bishara men då den senare fått fler röster av svenska folket slutade Ferm/Liamoo på tredje plats. I Melodifestivalen 2020 tävlade hon solo med låten "Brave" som slutade på fjärde plats i finalen.

## Diskografi

### Singlar
- Never Mine (2018)
- Bad Habit (2018)
- Hold You (2019), tillsammans med Liamoo
- Torn (2019)
- Outta Breath (2019)
- Brave (2020)
- Sweet Temptation (2020)
- Tell It To My Heart (2020)
- I Met Somebody (2020)
- För Evigt (2021)
- Satisfaction (2021)
- Aldrig Nånsin (2021)
- Flyg Fula Fluga Flyg - Spotify Studio It's Hits Recording (2021)
- Håller In Håller Ut (2022)
- Välkommen Åter (2022), tillsammans med Junie